# Johannes Fibiger
Johannes Andreas Grib Fibiger (Silkeborg, Dinamarca; 23 de abril de 1867-Copenhague, 30 de enero de 1928) fue un médico danés, galardonado con el Premio Nobel de Medicina en 1926 por su trabajo sobre la etiopatogenia del cáncer ( “por su descubrimiento del carcinoma Spiroptera”).

## Semblanza
Fibiger nació en Silkeborg, Midtjylland, Dinamarca. Era el segundo hijo de Christian Ludvig Wilhelm Fibiger y de Elfride Müller. Su padre era un médico local y su madre era escritora. Recibió el nombre de su tío, que era clérigo y poeta. Su hermano mayor Jørgen Nis Fibiger (1867-1936) fue su hermano gemelo, que se convirtió en un conocido ingeniero civil. Su padre murió de hemorragia interna cuando Johannes tenía tres años de edad, después de lo cual la familia se mudó a Copenhague, donde su madre se ganaba la vida escribiendo; posteriormente estableció allí la primera escuela de cocina, la Copenhagen Cooking School.
Estudió en la Universidad de Copenhague, donde obtuvo su licenciatura en 1890. Posteriormente amplió sus estudios en la Universidad de Berlín, en la que fue discípulo de Robert Koch y Emil Adolf von Behring, ejerciendo como profesor de anatomía patológica. 
Regresó a su ciudad natal para trabajar en el Laboratorio de Bacteriología de la Universidad de Copenhague como ayudante, y obtuvo en esta universidad el doctorado en 1895 con una tesis sobre estudios bacteriológicos de la difteria. Su método de investigación sobre esta enfermedad se considera el origen de una importante metodología de investigación en medicina conocida como ensayo clínico. controlada.
Recibió varias distinciones, entre las que destaca el premio Nobel de Medicina en 1926, por sus investigaciones sobre la hipótesis inflamatoria en la etiopatogenia del cáncer.
Fibiger estaba casado con Mathilde Fibiger (1863-1954). Mathilde era su prima, que mientras estudiaba medicina vino a ayudar a su madre. Se casaron el 4 de agosto de 1894. Fibiger sufría de cáncer de colon y, un mes después de recibir el Premio Nobel, murió de un ataque al corazón el 30 de enero de 1928 debido a un cáncer que empeoraba. Le sobrevivieron su esposa y dos hijos.

## Revisión crítica posterior del trabajo de Fibiger
Mientras trabajaba en el Instituto de Anatomía Patológica de la Universidad de Copenhague, Fibiger descubrió unos nuevos gusanos redondos en 1907 a partir de ratas salvajes. Sospechaba que los gusanos redondos eran los responsables del cáncer de estómago en esas ratas. En 1913, informó que podía inducir experimentalmente cáncer en ratas sanas utilizando lombrices intestinales. Su descubrimiento fue considerado "la mayor contribución a la medicina experimental" en aquel momento. En 1926, fue nominado para el Premio Nobel de Fisiología o Medicina junto con Katsusaburo Yamagiwa, que había inducido carcinomas experimentalmente al pintar con alquitrán de hulla crudo la superficie interna de las orejas de los conejos en 1915. Sin embargo, no se consideraron merecedores  del premio de 1926, que se declaró desierto. Sin embargo, al año siguiente fue Fibiger el elegido en solitario retrospectivamente para recibir el Premio Nobel de 1926.
Después de su muerte, investigaciones independientes demostraron que el gusano G. neoplasticum no puede causar cáncer. Los tumores y el cáncer producidos por Fibiger se debieron a deficiencia de vitamina A. La revaluación histórica de los datos de Fibiger reveló que había confundido tumores no cancerosos con tumores cancerosos.

## Eponimia
- El cráter lunar Fibiger lleva este nombre en su memoria.[8]